# سامسونگ اس‌جی‌اچ-ئی۸۴۰
سامسونگ اس‌جی‌اچ-ای۸۴۰ یک‌نمونه از گوشی‌های تلفن همراه سری E شرکت سامسونگ می‌باشد که توسط همین شرکت به بازار عرضه شده است.